# 諾斯洛普公司

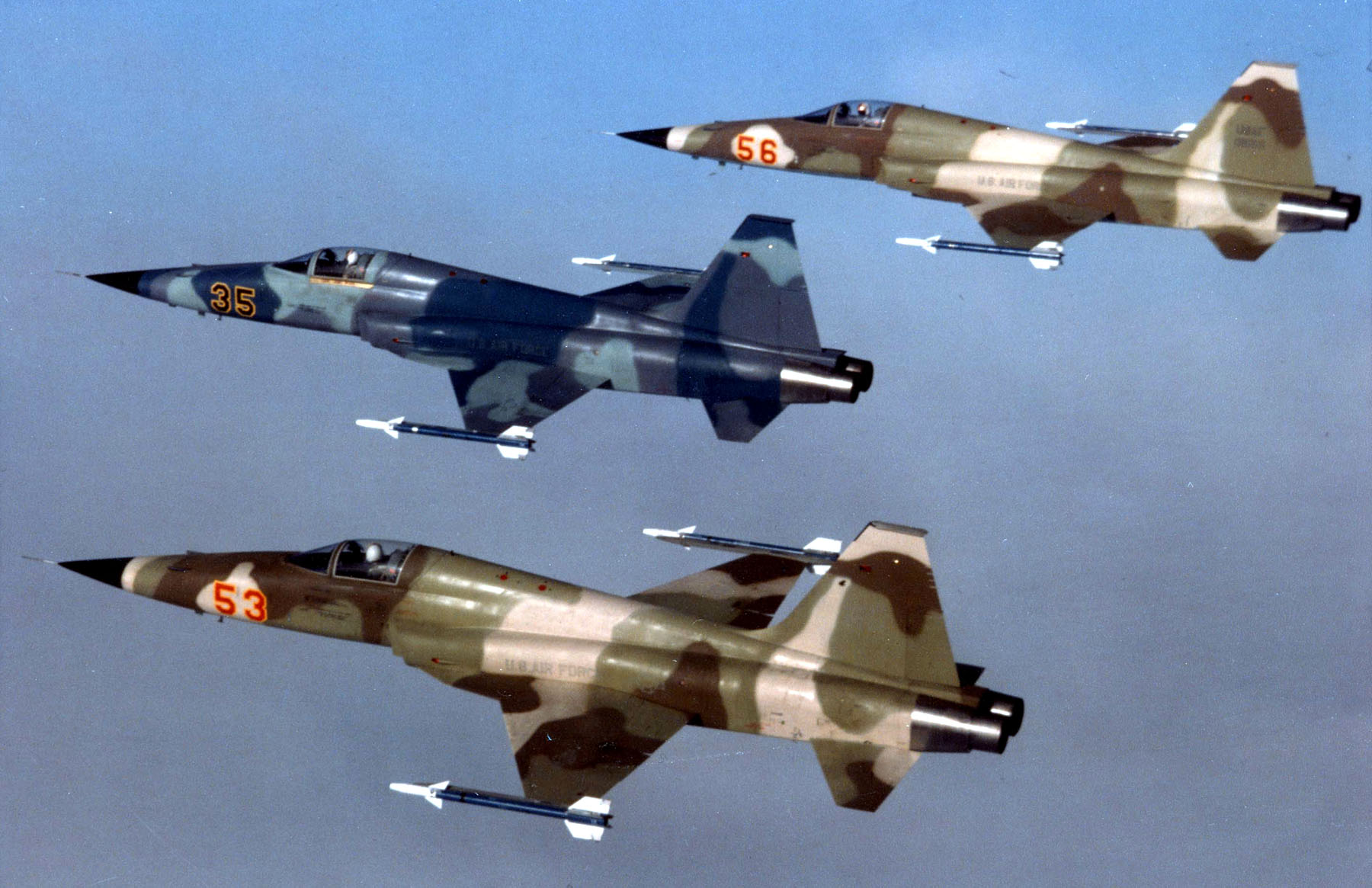
F-5是冷戰時代的諾斯洛普公司經典之作，幫助西方陣營的小國迅速擁有空軍

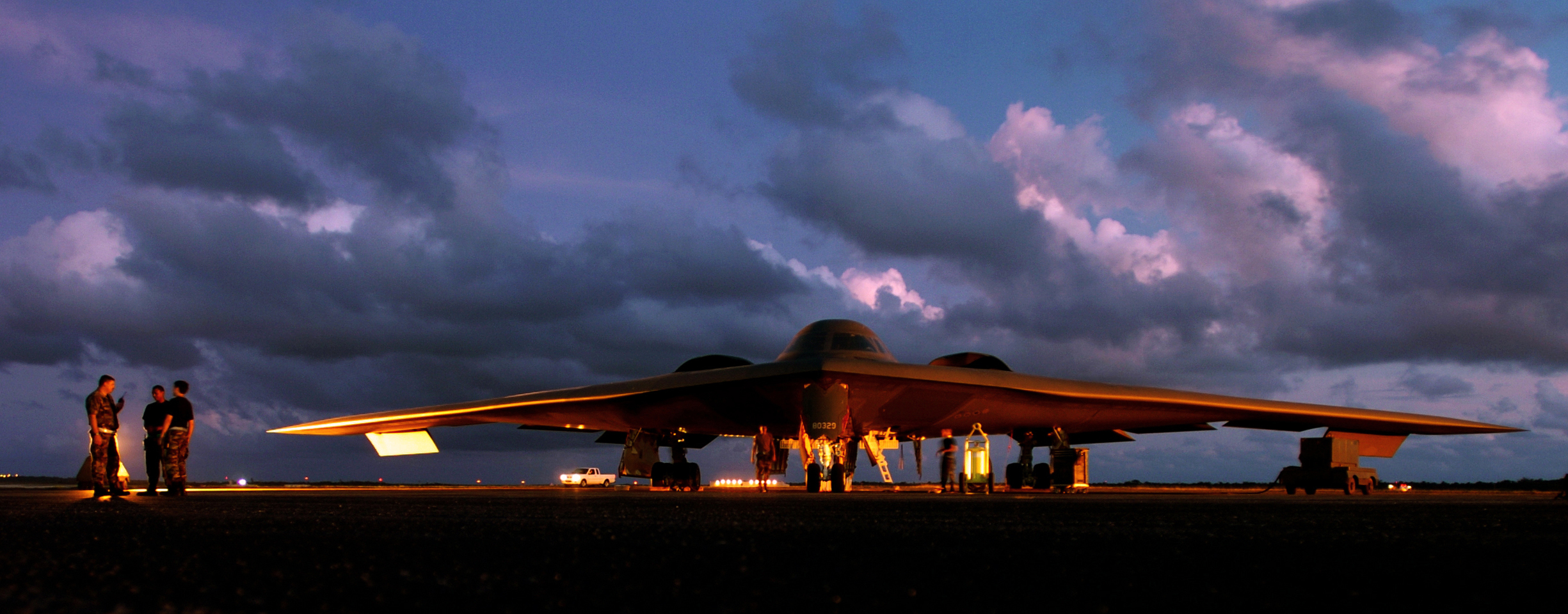
B-2到了21世紀依然是美軍主力

诺斯洛普公司（Northrop Corporation），簡稱諾普，是美国主要飞机制造商之一。由约翰·诺斯洛普创建。

## 歷史
诺斯洛普于1916年在洛克西德航空器制造公司（Loughead）得到其在航空界的第一个工作。1921年Loughead Aircraft Manufacturing Company倒閉,1923年诺斯洛普加入了道格拉斯飞行器公司并成为首席工程师。1927年诺斯洛普回到了重新组建的洛克西德公司（Lockheed）。并设计了洛克西德织女星飞机。
1928年诺斯洛普创建了其自己的Avion公司，1930年被迫将公司卖给了联合飞行器和运输公司，成为诺斯洛普飞行器公司Northrop Aircraft Corp。1932年在唐纳德·道格拉斯的帮助下创办了诺斯洛普公司。该公司制造了两种非常成功的单翼机，伽马和德尔他。
1937年由于劳工问题原诺斯洛普公司成为道格拉斯公司的一部分。1939年诺斯洛普在加利福尼亚Hawthorne重新创建了新的诺斯洛普公司。在新的公司里，诺斯洛普把精力集中在飞翼的设计方面。诺斯洛普相信飞翼是飞行器设计的下一个重要阶段。其设计的飞翼包括N-1M、N-9M、YB-35、YB-49等。但是只有到了在20世纪80年代使用飞翼设计的B-2隐形轰炸机才真正把飞翼的设计概念引入实用阶段。
1994年由于在先进战斗机和联合攻击机两个项目的竞争上输给了洛克西德公司，诺斯洛普公司收购格鲁门公司而组成诺斯洛普·格鲁门公司。
诺斯洛普公司的著名产品包括P-61黑寡妇夜间战斗机，F-5自由战士，F-20虎鲨，B-2，T-38教練機。以及在竞争中输给F-22的YF-23黑寡婦二式戰鬥機（同麦道合作）。